# Se Chilbupa Chökyi Gyeltshen
| Tibetische Bezeichnung                                      |
| ----------------------------------------------------------- |
| Wylie-Transliteration: se spyil bu pa chos kyi rgyal mtshan |
| Chinesische Bezeichnung                                     |
| Traditionell: 塞基布巴•曲吉坚参                             |
| Pinyin:Sai Jibuba Quji Jiancan                              |

Se Chilbupa Chökyi Gyeltshen (tib. se spyil bu pa chos kyi rgyal mtshan; geb. 1121; gest. 1189) war ein Geistlicher der Kadam-Tradition des tibetischen Buddhismus. Er war Hauptschüler Chekawas (1101–1175), dessen Texte zur Schulung des Geistes (blo sbyong) er in sieben Punkten zusammenfasste.
Nach dem Tod Chekawas wurde er zum Abt des Cheka-Klosters ('chad kha dgon) ernannt und gründete, wie Chekawa prophezeit hatte, 1164 das Neue Cheka-Kloster ('chad kha gsar ma): das Kloster Chilbu (spyil bu) in Ngamring.